# أسل طويل السداة
أسل طويل السداة (الاسم العلمي: Juncus dolichanthus) نوع نباتي يتبع جنس الأسل وينتمي إلى الفصيلة الأسلية.